# فارنيرين
فارنيرين (بالإنجليزية: Farneren)‏ هو أحد جبال سلسلة جبال الألب إيمينتال ويقع في كانتون لوسيرن في سويسرا. يحتل المرتبة رقم 414 في قائمة جبال سويسرا من حيث الارتفاع، إذ يبلغ ارتفاعه حوالي 1572 متر، بينما يبلغ ارتفاع نتوء الجبل 312 متر.